# Aeroportul Internațional Francisco Bangoy
Aeroportul Internațional Francisco Bangoy (IATA: DVO, ICAO: RPMD) este un aeroport din Davao, Davao Region⁠(d), Filipine ce deservește zona Davao. Aeroportul a fost tranzitat în 2022 de 2.769.546 de pasageri. A fost numit după Francisco Bangoy⁠(d).
Situat la o altitudine de 18 m, aeroportul dispune de 1 pistă. Este operat de Civil Aviation Authority of the Philippines⁠(d).

## Infrastructură

### Piste
Aeroportul dispune de o singură pistă. Pista are orientarea 5/23.